# Legislação tributária
Em Direito tributário, legislação tributária se refere às leis referentes à definição de tributos, atribuição de responsabilidade tributária e à cobrança de tributos no país, incluindo a fiscalização e as penalidades para quem não cumpre a lei.
No Brasil, a legislação tributária está sujeita a um Sistema Constitucional.
Segundo o artigo 96 do Código Tributário Nacional, a expressão "legislação tributária" compreende as leis, os tratados e as convenções internacionais, os decretos e as normas complementares que versem, no todo ou em parte, sobre tributos e relações jurídicas a eles pertinentes. No entanto, é importante ressaltar que o processo legislativo prescrito no artigo 59 da Constituição brasileira compreende também as emendas à Constituição; as leis complementares; as leis ordinárias; as leis delegadas; as medidas provisórias; os decretos legislativos; e as resoluções.

## Responsabilidade tributária
A responsabilidade tributária define quem é responsável pelo pagamento do tributo. Pode ter dois sentidos, um amplo e um restrito.
O Direito tributário tem ainda por fim diferenciar impostos, taxas e contribuições de melhoria. Os demais serviços que não possuem a natureza de uma taxa, serão cobrados pelo Poder Executivo e adotam a nomenclatura de tarifa ou preço público.